# Grande Heimat moléculaire
 (mai 2022).
Pour les articles homonymes, voir Heimat (homonymie).
La Grande Heimat moléculaire est un nuage de gaz dense situé dans le nuage moléculaire Sagittaire B2. De nombreuses espèces moléculaires, dont l'aminoacétonitrile (une molécule apparentée à la glycine), le formiate d'éthyle et le butyronitrile, ont été détectées dans la Grande Heimat moléculaire,.